# Enlil-nerari
Enlil-nerari (ou Enlil-nirari) est un roi d'Assyrie, de l'époque médio-assyrienne, qui a régné de 1317 à 1308 av. J.-C.
Il est le fils et successeur d'Assur-uballit Ier. Il prend le pouvoir alors que son père est intervenu lors de conflits pour le pouvoir en Babylonie, et avait fait monter sur le trône un souverain qui lui était en principe attaché, Kurigalzu II. Mais celui-ci se retourne contre l'Assyrie sous le règne d'Enlil-nerari, et les deux armées s'affrontent à Sugaga, au sud de l'Assyrie. L'issue de l'affrontement est discutée, puisque les deux sources postérieures qui mentionnant le fait donnent un vainqueur différent : l’Histoire synchronique, assyrienne, proclame le triomphe des Assyriens, tandis que la Chronique P, babylonienne, prétend que la victoire revient aux Babyloniens (et se trompe dans le nom du roi assyrien, qu'elle nomme Adad-nerari). S. Jakob et H. Reculeau sont plus enclins à croire la première, parce qu'un fragment d'inscription d'Enlil-nerari et d'autres sources assyriennes postérieures semblent corroborer sa version. Mais le fait que les armées babyloniennes pénètrent en pays assyrien indique qu'elles menacent fortement leur voisin du Nord. Une autre chronique fragmentaire rapporte une attaque babylonienne contre la cité de Kilizu, également située en pays assyrien. Si on suit encore l’Histoire synchronique, l'affrontement se conclut par une nouvelle délimitation de la frontière entre les deux royaumes, apparemment en faveur des Babyloniens qui semblent avoir établi leur domination jusqu'au Petit Zab, incluant les territoires de l'ancien royaume d'Arrapha qui avait été conquis par les Assyriens sous le règne d'Assur-uballit. Les sources assyriennes postérieures gardent un profond ressentiment envers Kurigalzu II, car il a rompu un traité qu'il avait conclu avec Assur-uballit, et la thématique de la trahison babylonienne est reprise régulièrement dans les descriptions des affrontements entre les deux puissances qui émaillent les règnes suivants,.
Aucun affrontement avec l'autre voisin et rival des Assyriens, les Hittites, n'est connu pour le règne d'Enlil-nerari, mais les sources hittites de l'époque font souvent référence à leur « ennemi assyrien », ce qui rend envisageable un conflit.
Pour ce qui concerne les travaux, une inscription d'Enlil-nerari retrouvé sur des cônes d'argiles fragmentaires rapporte qu'il a fait reconstruire le mur extérieur d'Assur, avec ses portes.
Son fils Arik-den-ili (1307-1296) assure sa succession.